# Trmanje
Trmanje este un sat din municipiul Podgorica, Muntenegru. Conform datelor de la recensământul din 2003, localitatea are 9 locuitori (la recensământul din 1991 erau 19 locuitori).

## Demografie
În satul Trmanje locuiesc 8 persoane adulte, iar vârsta medie a populației este de 62,6 de ani (54,3 la bărbați și 73,0 la femei). În localitate sunt 7 gospodării, iar numărul mediu de membri în gospodărie este de 1,29.
Populația localității este foarte eterogenă.
|  |

| Demografie | Demografie | Demografie |
| An         | Locuitori  | Locuitori  |
| ---------- | ---------- | ---------- |
|            |            |            |
|            |            |            |
|            |            |            |
|            |            |            |
| 1948       | 135        |            |
| 1953       | 121        |            |
| 1961       | 115        |            |
| 1971       | 80         |            |
| 1981       | 50         |            |
| 1991       | 19         | 19         |
| 2003       | 9          | 9          |

| \| Componența etnică conform recensământului din 2003[2] \| Componența etnică conform recensământului din 2003[2] \| Componența etnică conform recensământului din 2003[2] \| Componența etnică conform recensământului din 2003[2] \| Componența etnică conform recensământului din 2003[2] \| \| ----------------------------------------------------- \| ----------------------------------------------------- \| ----------------------------------------------------- \| ----------------------------------------------------- \| ----------------------------------------------------- \| \| \| \| \| \| \| \| Muntenegreni \| Muntenegreni \| \| 4 \| 44,44% \| \| Sârbi \| Sârbi \| \| 4 \| 44,44% \| \| Musulmani \| Musulmani \| \| 1 \| 11,11% \| \| necunoscută \| necunoscută \| \| 0 \| 0% \| |              |  |   |        |
| Componența etnică conform recensământului din 2003 |              |  |   |        |
| |              |  |   |        |
| Muntenegreni | Muntenegreni |  | 4 | 44,44% |
| Sârbi | Sârbi        |  | 4 | 44,44% |
| Musulmani | Musulmani    |  | 1 | 11,11% |
| necunoscută | necunoscută  |  | 0 | 0%     |